# Karantánci
Karantánci (také korutanští Slované nebo Alpští Slované, latinsky Quarantani, slovinsky Karantanci) je vymřelé slovanské etnikum, v období raného středověku obývající území v oblasti dnešních Korutan.

## Historie
Po rozpadu Sámovy říše vytvořili tito Slované v oblasti Východních Alp Korutanské knížectví, které se později stalo součástí Svaté říše římské. Šlo o první slovanské etnikum, které díky irským misionářům ze salcburské diecéze přijalo křesťanství. Na počátku 9. století se Karantánci začali usídlovat v okolí Blatenského jezera. Jméno Karantánci bylo užíváno až do 13. století. Patrně šlo o jedny z předků dnešních Slovinců (srov. Kraňsko, starší název pro Slovinsko).

## Zvyky
O jejich jazyce a společenském uspořádání je známo velice málo. Jazyk však patřil mezi jazyky jihoslovanské a byl blízký staré slovinštině. Z jejich jazykové oblasti pochází pravděpodobně tzv. frisinské zlomky, nejstarší dochovaný slovanský text psaný latinkou.